# Sint-Servaaskerk (Berneau)

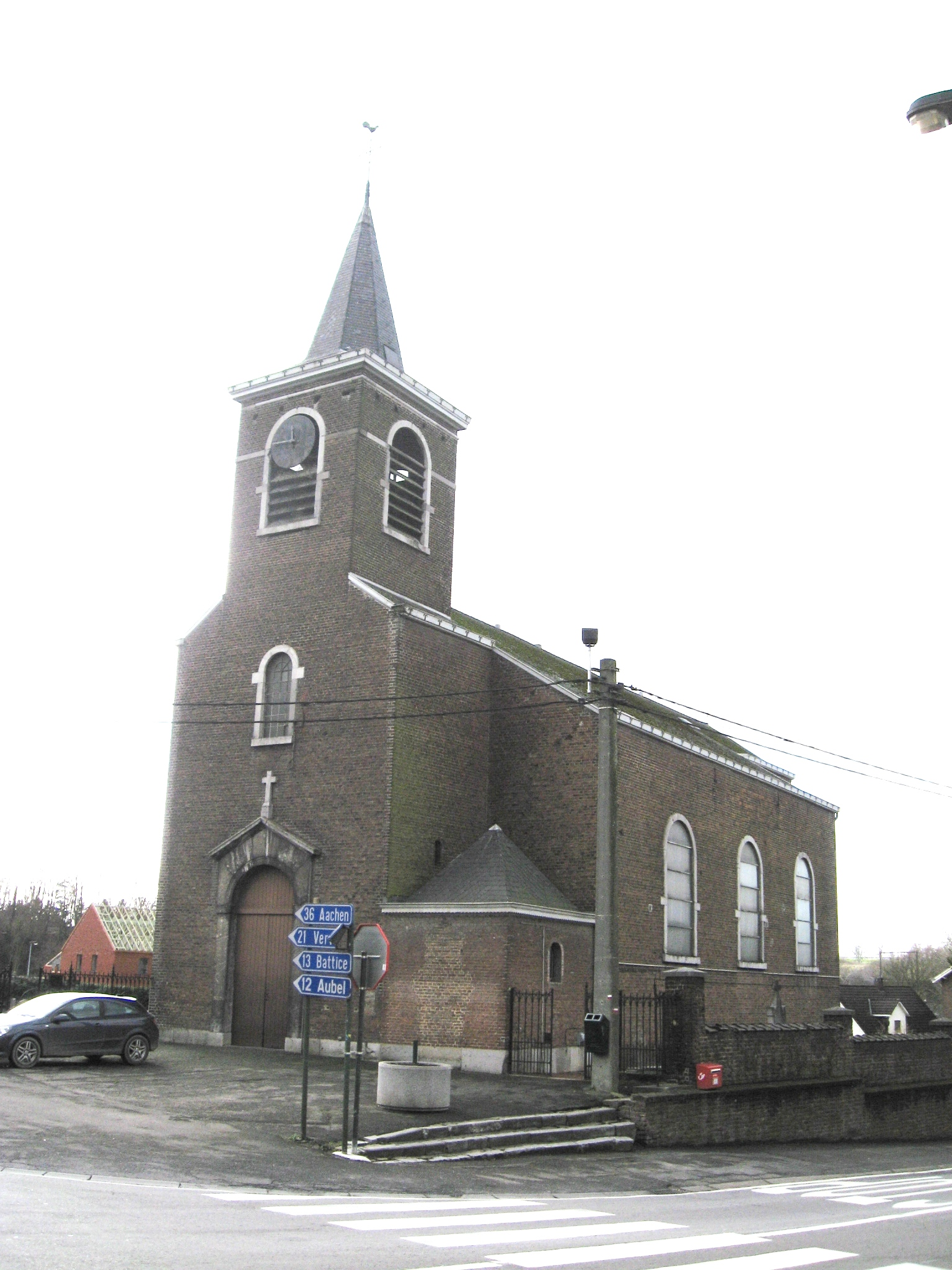
Sint-Servaaskerk

De Sint-Servaaskerk (Église Saint-Servais) is de parochiekerk van Berneau.
Deze kerk werd gebouwd 1846-1847 naar ontwerp van M. Berleur. Het is een driebeukige kerk, met neoclassicistische elementen, onder zadeldak met voorgebouwde toren, die gedekt wordt door een achtkante ingesnoerde spits. Rechts van de ingang bevindt zich een doopkapel. De kerk is gebouwd in baksteen met kalkstenen gevelomlijstingen.
De kerk bevat een orgel uit het midden van de 19e eeuw, toegeschreven aan de gebroeders Molinghen. In 1991 werd dit orgel geklasseerd als monument. In de kerk bevindt zich een altaarstuk uit de 2e helft van de 18e eeuw en een midden-18e-eeuwse biechtstoel. Het doopbekken is van 1576.